# Tricharaea wygodzinskyi
Tricharaea wygodzinskyi är en tvåvingeart som först beskrevs av Guilherme A.M.Lopes 1976.  Tricharaea wygodzinskyi ingår i släktet Tricharaea och familjen köttflugor.
Artens utbredningsområde är Peru. Inga underarter finns listade i Catalogue of Life.